# Reseda lanceolata
Reseda lanceolata es una planta de la familia de las resedáceas.

## Descripción
Es una planta anual o perennifolia. Alcanza un tamaño de hasta 115 cm de altura, erecta. Las hojas son espatuladas, enteras o con 1-2 pares de lóbulos. Brácteas caducas. Pedicelos de 6-18 mm. Sépalos de 3-4 mm, caducos. Pétalos de 3-3,5 mm, blancos, desiguales; los posteriores con uña bien marcada y limbo apendiculado y tripartido, con lóbulos laterales de falcados a flabelados, crenulados, más cortos que el lóbulo central. Androceo con c. 25 estambres. El fruto en cápsulas de 15-25 x c. 5 mm, cilíndricas, trígonas, patentes. Semillas de 1,5 x 1 mm, ovoideas, lisas, pardas brillantes. Florece y fructifica de abril a julio.

## Distribución y hábitat
Se encuentra sobre margas calcáreas. Se distribuye por España y el Norte de África.

## Taxonomía
Reseda lanceolata fue descrita por Mariano Lagasca y publicada en Genera et species plantarum 17, en el año 1816.
Citología
Número de cromosomas de Reseda lanceolata (Fam. Resedaceae) y taxones infraespecíficos: n=12; 2n=24
Sinonimia
- Reseda constricta Lange
- Reseda lanceolata subsp. constricta (Lange) Valdés Berm.[4]
- Reseda neglecta Müll. Arg.[5]

## Nombres comunes
- Castellano: gualda, gualdón, resedón.[5]